# ميروسلاف رادولوفيتش
ميروسلاف رادولوفيتش (بالسلوفينية: Miroslav Radulović)‏ هو لاعب كرة قدم سلوفيني في مركز الدفاع، ولد في 6 سبتمبر 1984 في نوفو ميتسو في سلوفينيا. لعب مع نادي تساليه ونادي كوبر.

## وصلات خارجية
- ميروسلاف رادولوفيتش على موقع قاعدة بيانات كرة القدم.إي يو (الإنجليزية)
- ميروسلاف رادولوفيتش على موقع Soccerway.com (الإنجليزية)